# 13482 Ігорфедоров
13482 Ігорфедоров (13482 Igorfedorov) — астероїд головного поясу, відкритий 25 квітня 1979 року.
Тіссеранів параметр щодо Юпітера — 3,170.